# Bataille de Legé (7 décembre 1793)
Pour les articles homonymes, voir Bataille de Legé.
Guerre de Vendée
Batailles
La deuxième bataille de Legé a lieu le 7 décembre 1793 lors de la guerre de Vendée. Elle se termine par la victoire des républicains qui repoussent une attaque des Vendéens contre la ville de Legé.

## Prélude
Après avoir échappé de justesse aux forces républicaines lors de la bataille de l'île de Bouin, Charette se porte en direction de Legé avec l'intention de se joindre aux troupes de Joly et de Savin.

## Forces en présence
La garnison de Legé est alors constituée de 800 hommes sous les ordres de l'adjudant-général Joseph Guillaume. D'après l'officier vendéen Pierre-Suzanne Lucas de La Championnière, les républicains disposent également de cinq canons et d'un obusier. Les forces vendéennes qui prennent part à l'attaque de Legé sont estimées à 6 000 hommes d'après une lettre du général Bard adressée au général Duval. Cependant pour le royaliste Le Bouvier-Desmortiers, la troupe de Charette n'est forte que de 1 600 hommes.

## Déroulement
Le 7 décembre, Jean-Baptiste Joly attaque un détachement de la garnison de Legé aux Lucs-sur-Boulogne. D'après Lucas de La Championnière, l'armée de Charette, alertée par le bruit de la fusillade, se porte à sa rencontre. En chemin, près de la forêt de Touvois, au nord-ouest de Legé, les hommes de Charette tombent sur un petit convoi républicain mal escorté. Ils s'emparent de quelques ambulances et de matériel de cavalerie, mais ne peuvent empêcher les fuyards de donner l'alerte à Legé. Un détachement sort de la ville à la rencontre des Vendéens, mais il bat rapidement en retraite face à leur nombre.
La troupe de Charette arrive devant Legé par la route de Nantes, au nord. Cependant les forces de Joly et Savin, après leur succès aux Lucs, au sud-est de la ville, ne font pas leur apparition. Les forces de Charette lancent l'assaut seules, mais elles se heurtent aux retranchements que le général vendéen avait fait lui-même édifier quelques mois plus tôt lorsque la ville était sous son contrôle. D'après Lucas de La Championnière : « M. Charette avait autrefois fait faire à l'extérieur de Legé des fossés assez élevés et les arbres avaient été abattus à portée de canon ; les retranchements ne servirent qu'à nos ennemis ».
En fin de journée, après une heure et demie de fusillade, les Vendéens abandonnent le combat à la vue de l'arrivée de renforts républicains,. L'attaque est repoussée,,, mais Guillaume ne peut se lancer à la poursuite des assaillants. D'après Lucas de La Championnière : « Notre mauvais succès fut attribué à la maladresse que nous avions eue d'attaquer par le chemin de Nantes beaucoup plus découvert que celui de Rocheservière »,.
Le lendemain 8 décembre, la troupe de Charette contourne Legé et rejoint celle de Joly aux Lucs-sur-Boulogne.

## Pertes
Selon Le Bouvier-Desmortiers, les Vendéens ont 27 morts et 40 blessés contre 87 tués et 120 blessés pour les Républicains,. Le 12 décembre, l'adjudant-général Guillaume, commandant du poste de Legé, écrit au général Vimeux : « L'attaque impétueuse que m'a faite Charette a beaucoup affaibli mes forces. J'attendais avec impatience les munitions qui m'arrivent aujourd'hui. »